# کیجو کوبایاشی
کیجو کوبایاشی (به ژاپنی: 小林桂樹 Kobayashi Keiju) هنرپیشه ژاپنی بود. وی در استان گونما زاده شد. اولین فیلم خود را در سال ۱۹۴۲ بازی کرد. زندگی حرفه‌ای او به ۶۵ سال می‌رسد و در بیش از ۲۵۰ فیلم ظاهر شد. از فیلم‌های تلویزیونی او می‌توان به توکوگاوا ایه‌یاسو (۱۹۸۳) اشاره کرد.